# Галка (Прилуцький район)
Га́лка (Галочка) — село в Україні, у Прилуцькому районі Чернігівської області. Населення становить 51 осіб. Входить до складу Срібнянської селищної громади.
Розташована за 3 км від центру громади. 21 двір, 56 ж. (1996).

## Історія
Вперше згадується 1781. Входила до Друговарвинської сотні Прилуцького полку, до Глинського повіту (1782-96), до Прилуцького повіту (1797—1923), до Срібнянського р-ну (1923—1931) Прилуцького округу (до 1930) Полтавської губернії (до 1925), Варвинського району (1931-1935) Чернігівської області (з 1932).
1781 значилася хутором, який належав генерал-поручику Будлянському. Згадується в історичних джерелах 19 ст. під назвою х. Галочка без зазначення кількості жителів, а також у 1900 — х. Галка в Срібнянській волості.
У 1911 році на хуторі Галка Срібнянської волості Прилуцького повіту Полтавської губернії, жило 12 осіб
У 1923-30 рр. була підпорядкована Срібнянській сільраді.
1930- 2 двори, 8 ж.
До 2017 року орган місцевого самоврядування — Гриціївська сільська рада.